# عنکبوت‌های توری‌باف
عنکبوت‌های توری‌باف (Dictynidae) نام خانواده‌ای از عنکبوتها است.
این خانواده ۴۸ سرده و ۵۶۳ گونه را دربر می‌گیرد.